# Chamaeleo

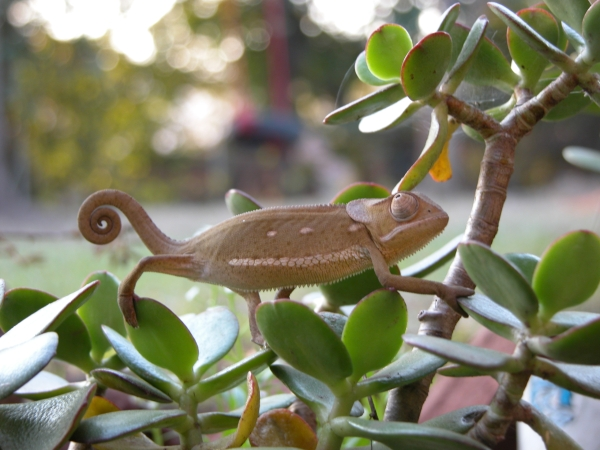
Chamaeleo dilepis

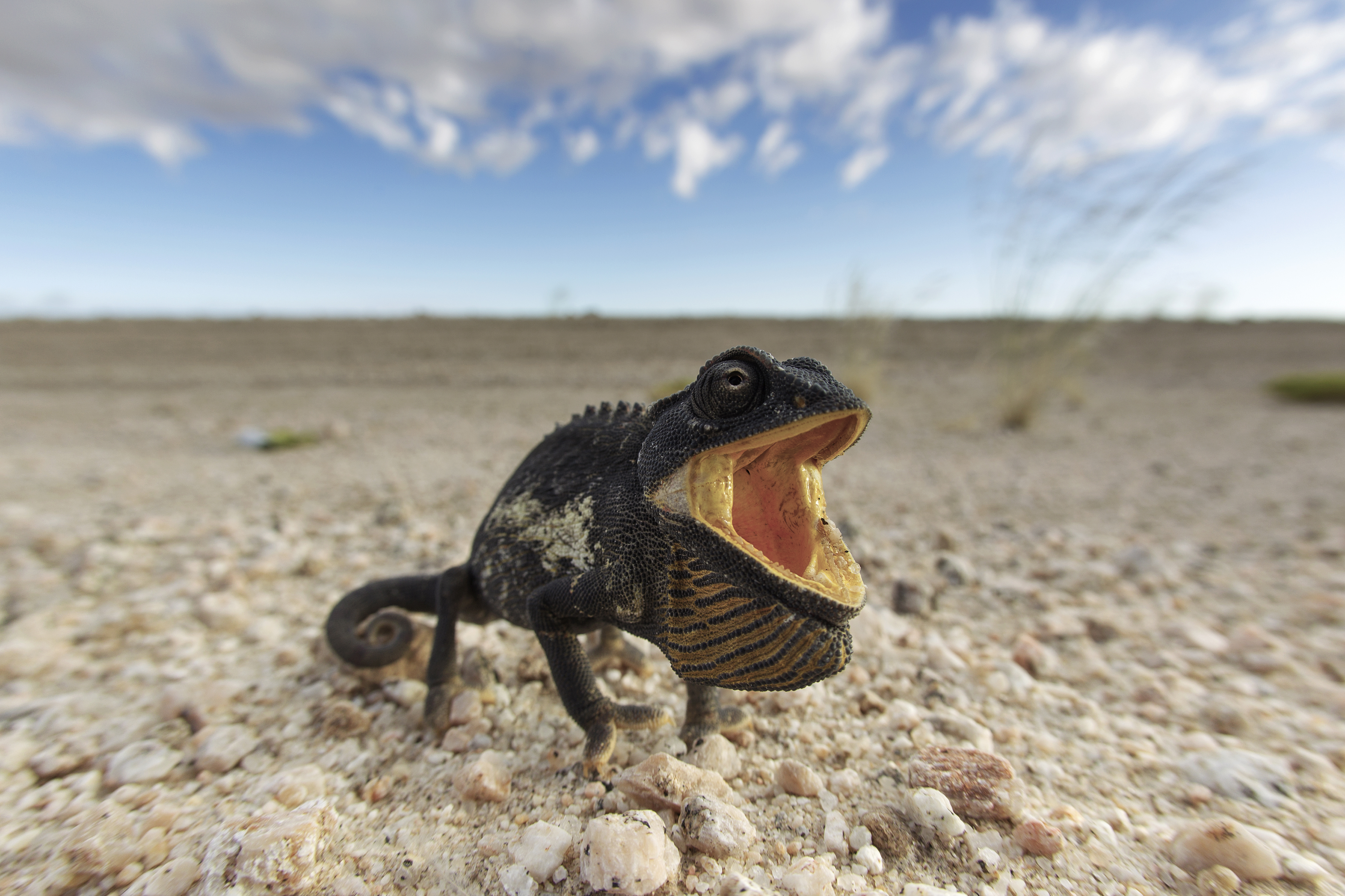
Chamaeleo namaquensis

Chamaeleo es un género de iguanios de la familia Chamaeleonidae. Estos camaleones se distribuyen por el sur de Europa, África y Asia (desde Oriente Medio hasta el subcontinente Indio).

## Descripción
Son de movimiento lento y pueden mover sus ojos de manera independiente, pueden cambiar de color, tienen una lengua larga y una cola prensil. Los machos son generalmente más grandes y coloridos que las hembras. Suelen medir entre 15 y 40 cm (sin contar la cola).

## Comportamiento
La gran mayoría son arborícolas normalmente pudiendo ser encontrados en árboles y arbustos, pero hay algunas especies (Chamaeleo namaquensis) que son principalmente terrestres. Todas sus especies son ovíparas.

## Taxonomía
Chamaeleo es el género tipo de la familia Chamaeleonidae. El resto de géneros de la subfamilia Chamaeleoninae (Bradypodion, Calumma, Furcifer, Kinyongia, Nadzikambia y Trioceros) estuvieron en el pásado incluidos en Chamaleo, pero ahora se consideran géneros distintos.

## Especies
Se reconocen las siguientes 14 especies:
- Chamaeleo africanus Laurenti, 1768
- Chamaeleo anchietae Bocage, 1872
- Chamaeleo arabicus (Matschie, 1893)
- Chamaeleo calcaricarens Böhme, 1985
- Chamaeleo calyptratus Duméril & Duméril, 1851
- Chamaeleo chamaeleon (Linnaeus, 1758)
- Chamaeleo dilepis Leach, 1819
- Chamaeleo gracilis Hallowell, 1844
- Chamaeleo laevigatus (Gray, 1863)
- Chamaeleo monachus (Gray, 1865)
- Chamaeleo namaquensis Smith, 1831
- Chamaeleo necasi Ullenbruch, Krause & Böhme, 2007
- Chamaeleo senegalensis Daudin, 1802
- Chamaeleo zeylanicus Laurenti, 1768